# St. Hubertus Schützenbruderschaft 1417 Brilon

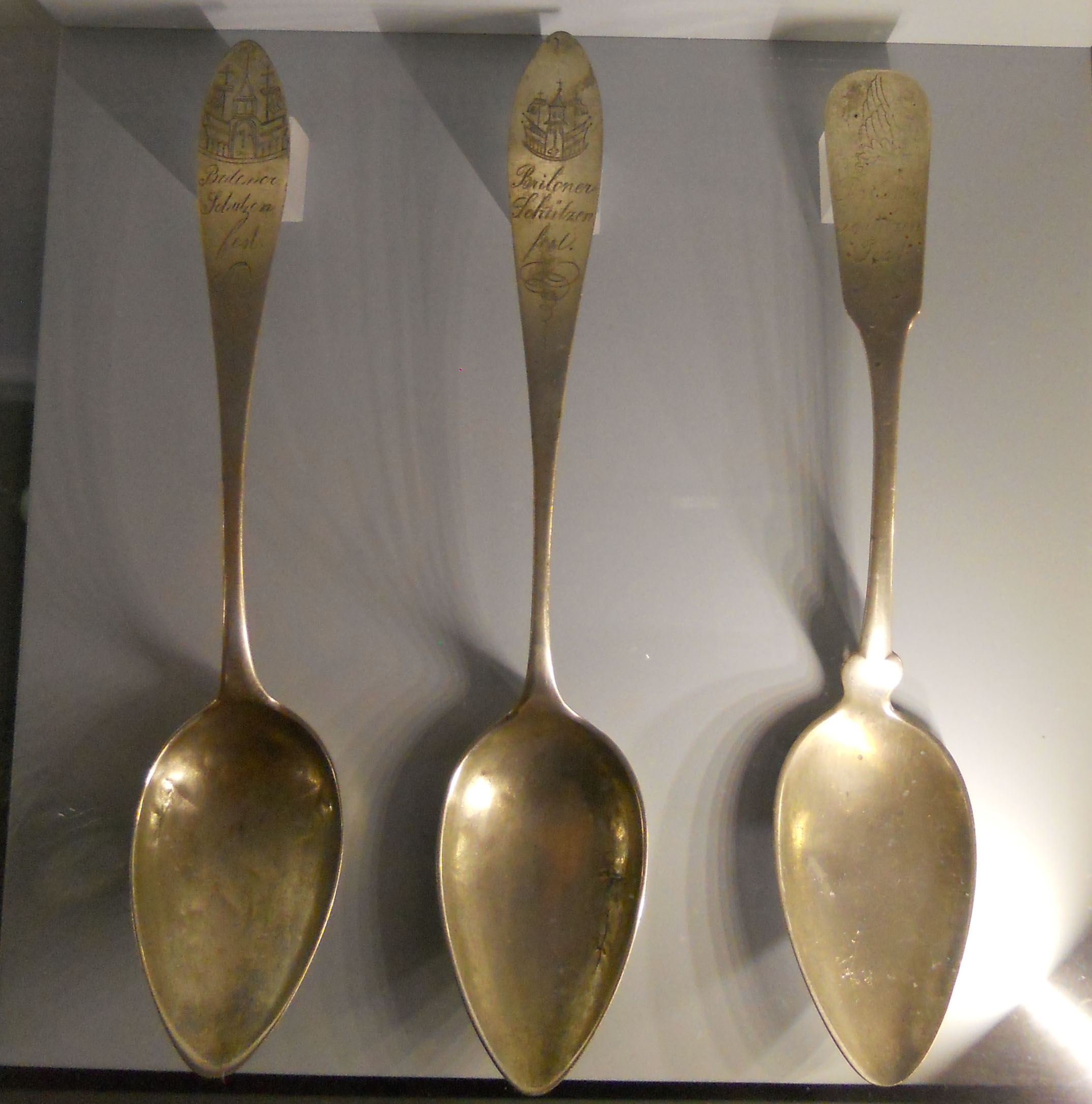
Schützenlöffel von 1843, 1846 und 1870

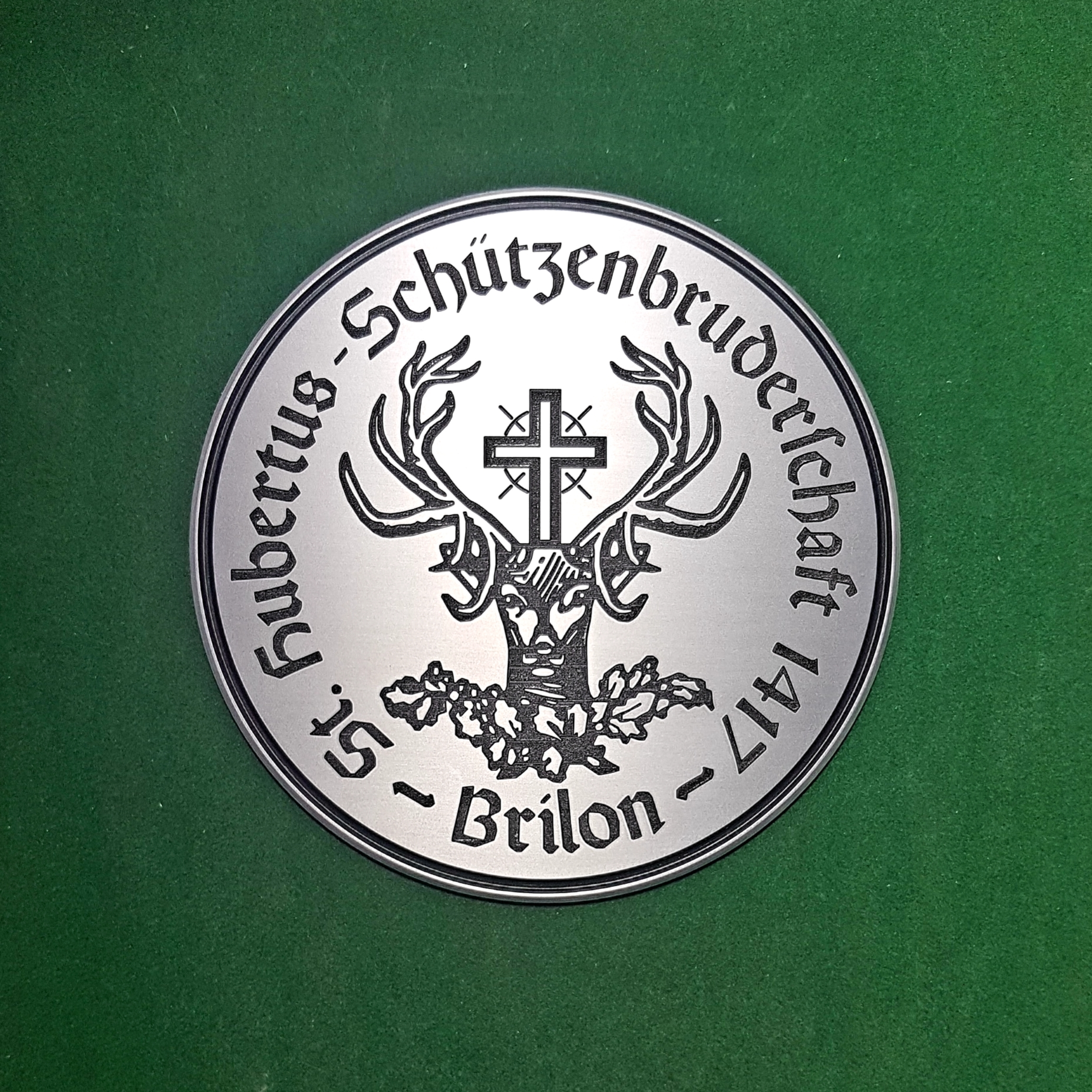
Wappen der St. Hubertus Schützenbruderschaft 1417 Brilon

Die St. Hubertus Schützenbruderschaft 1417 Brilon e. V. ist eine Schützenbruderschaft im sauerländischen Brilon. Der heutige Verein geht auf eine mittelalterliche Schützengesellschaft zurück und zählt zu den ältesten Vereinigungen dieser Art in Westfalen. Die Jahreszahl 1417 im Namen der Bruderschaft bezieht sich auf das Jahr ihrer ersten Satzung.
Wie andere Schützenbruderschaften und -vereine auch veranstaltet die St. Hubertus-Schützenbruderschaft jährlich ein Schützenfest. Dieses dreitägige Fest wird alle zwei Jahre durch die Schnade unterbrochen.

## Geschichte

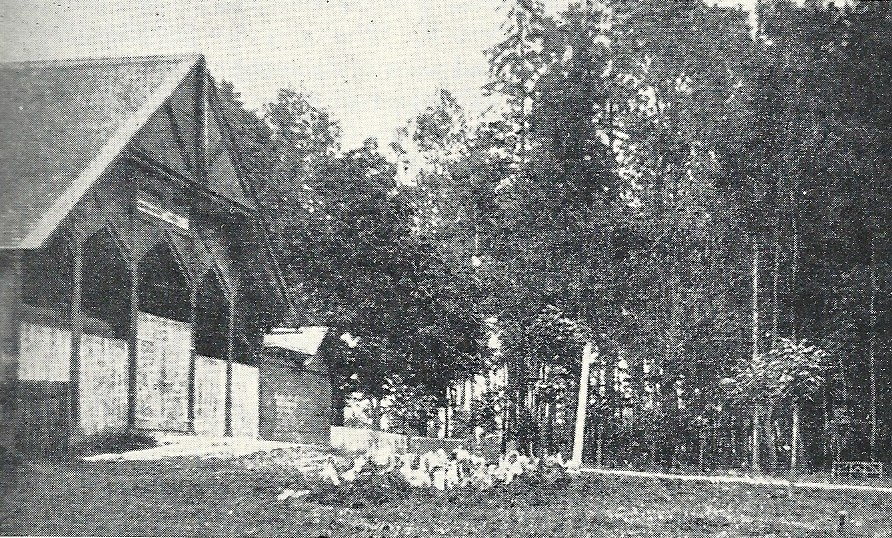
Schützenhalle von 1868

Im späten Mittelalter entstanden in den zu der Zeit aufblühenden Städten Schützengesellschaften. Die Städte wurden durch häufige Ein- und Übergriffe des Adels zu einer ständigen Kampfbereitschaft genötigt. Diese Wehrhaftigkeit fand ihren Ausdruck in einer festen Ordnung des Kriegswesens. Ebenso war es notwendig, die Bürger im Gebrauch mit Waffen zu unterweisen. Zweckmäßig war das in der Gemeinschaft zu erreichen. Die Armbrust setzte sich immer mehr als Waffe durch. 
Die Rathemannen der Stadt Brilon gaben der Stadt Brilon und ihren Bürgern 1362 am ersten Sonntag nach Agatha eine Waffenordnung. Pflicht und Recht, Ehre und Schande des waffenfähigen Bürgers wurde in dieser bezeichnet. Bei einem Angriff wurden alle Bürger in Waffen und Harnisch unter die Banner vor den Toren gerufen. Hier warteten sie, bis der Bürgermeister und der Rath einen besonderen Kriegsrat aus den geachtetsten Streitern wählten. Dieser bestimmte den Organisationsplan. Wenn ein Bürger im Streit gefangen genommen wurde, so musste die Stadt ihn auslösen. Für Verwundungen oder den Tod gab es keinen Ersatz. Widersprach jemand den Befehlen des Rates, büßte der es mit fünf Schillingen, ohne Gnade. Wer das Schlachtfeld verließ, ehe der Streit verloren war, verwirkte Leib und Gut an die Stadt. Sollte der Rat einen Hinterhalt zu legen beschlossen haben und es blieb jemand vorsätzlich davon fern, dessen Leib und Gut verfiel ohne Gnade der Stadt.
Die Briloner Bruderschaft ist eine der ältesten Schützenbruderschaften im Sauerland. Ihre Statuten stammen vom 2. Februar 1417. Eine bis heute erhaltene Abschrift wurde um 1450 angefertigt. Diese Statuten sind die ältesten im Wortlaut erhaltenen Satzungen einer westfälischen Schützenbruderschaft.
Die Schützengesellschaft war eine Gilde. Sie hatte die Aufgabe, die Stadt und das Stadtgebiet zu verteidigen. Sie war der Kern der Bürgerwehr und den strengen Regeln der Waffenordnung unterworfen. Ihre Bewaffnung bestand bis zum 16. Jahrhundert aus Armbrüsten. Die ursprünglichen Statuten waren unleserlich geworden, so wurden sie 1569 erneuert; es wurden Bestimmungen getroffen über die Zehrung zum Feste, über die mehrfachen Rump Bier als Strafen, über die Verpflichtung des Schützenkönigs, der Gesellschaft 2 gute Schinken und einen Käse zu geben, über die Schlichtung von Streitigkeiten über den Anteil an Essen und Trinken. Auch der alten Waffenordnung wurde noch als eines in Kraft stehenden Statutes gedacht. Bis zur Einführung der Landwehr um 1814 übte sie auch polizeiliche Aufgaben in Brilon aus.
Nach den unruhigen Zeiten der französischen Revolution und den armseligen Zeiten während der Napoleonischen Kriege hatte das Schützenwesen stark an Bedeutung verloren. Deswegen erneuerte die Schützengilde 1842 aus dem Willen zu wohlwollender Gemeinschaft und brüderlicher Eintracht die uralten Statuten.

### Statuten von 1417

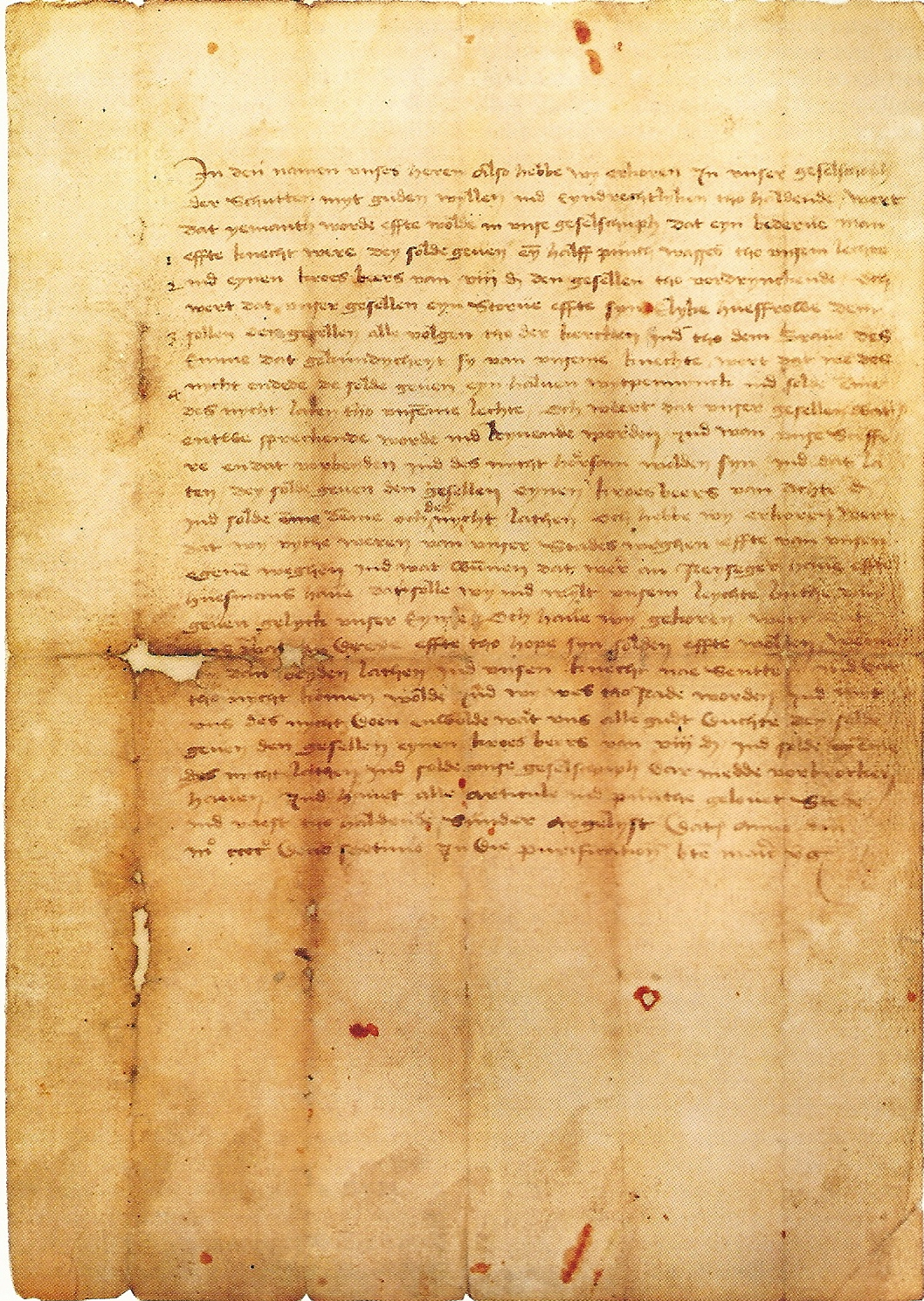
Statuten von 1417

Die Urkunde vom 2. Februar 1417 lautet in freier Übersetzung aus dem Niederdeutschen:
Im Namen unseres Herrn haben wir erkoren in unserer Schützengesellschaft mit gutem Willen und einträchtig zu halten, wenn jemand geworden oder will in unsere Gesellschaft, der ein beerbter Mann ist oder Knecht, der soll geben ein halb Pfund Wachs zu unserem Licht und ein Krug Bier von 8 d. den Gesellen (Schützebrüdern) zum Vertrinken oder wenn ein Gesell stirbt oder seine eheliche Hausfrau, dann sollen alle Gesellen zur Kirche und zum Grabe folgen, nachdem es ihnen von unserem Knechte kundgegeben ist; wenn einer das nicht tut, der soll geben einen halben Weißpfennig zu unserem Lichte. Wenn unsere Gesellen widersprechen (Scheltworte aussprechen) oder sich zanken würden, und wenn unsere Schaffner es ihnen verbieten und sie ungehorsam sein werden, der soll geben den Gesellen ein Krug Bier von 8 d ohne jeden Nachlaß; auch haben wir erkoren für den Fall, das wir auswärts sind, sei es von Stadts oder unsert wegen und wir erbeuten etwas an Reisiger oder Hausmannshabe, dann soll unserem Licht von der Beute gegeben werden, gleich unser einem; auch haben wir erkoren, daß wenn wir zusammenkommen wollen oder sollen, diejenigen, die wir dazu laden und ihnen unseren Knecht nachsenden würden und nicht kommen und unsere Ratschlüsse nicht befolgen, die sollen zur Strafe den Gesellen geben ein Krug Bier von 8 d ohne Nachlaß. Wir haben alle Artikel und Punkte gelobt stets und fest zu halten ohne Arglist im Jahre des Herrn 1417 am Tage der Reinigung der seligen Jungfrau Maria.

## Königskette

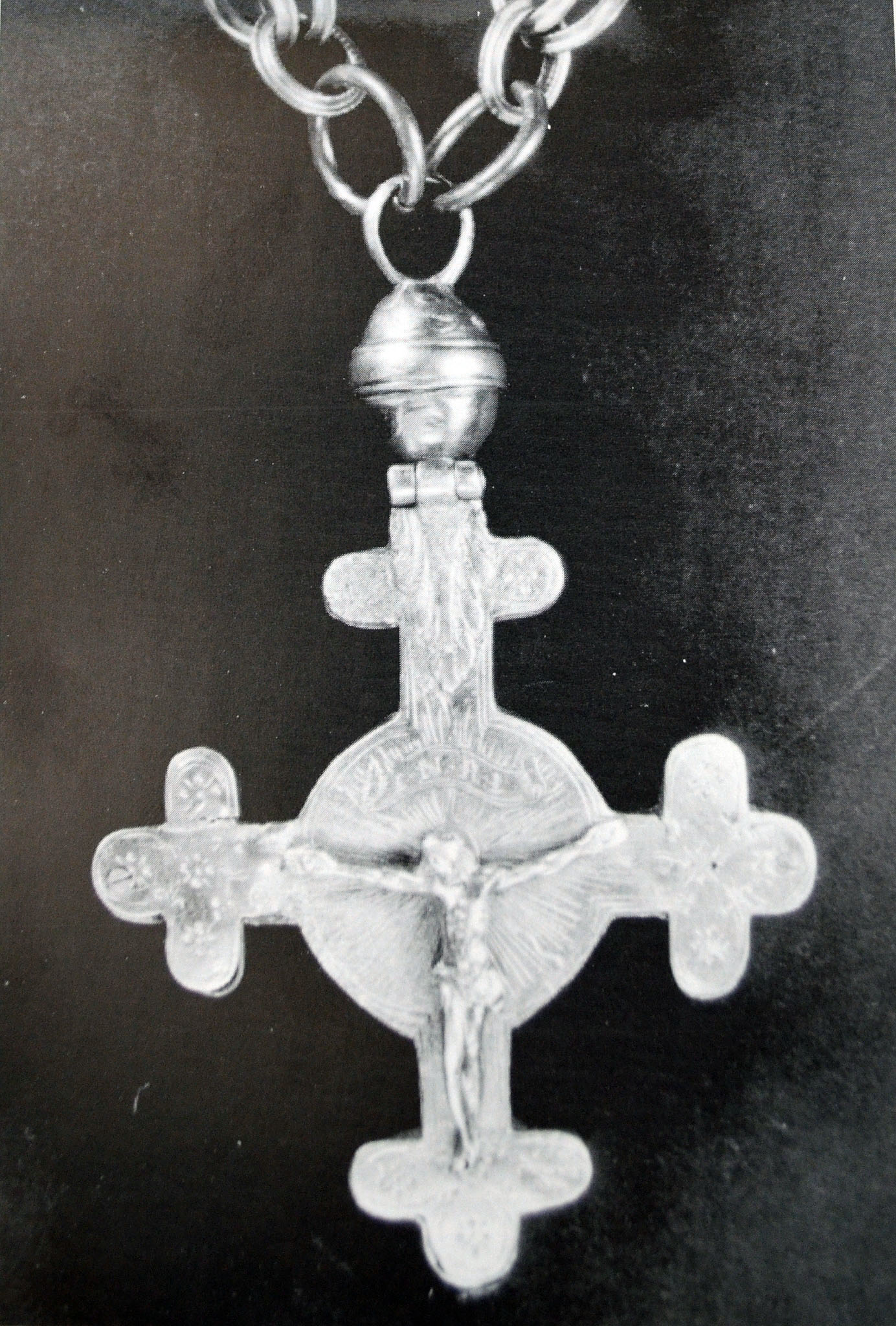
Königskette

Die Königskette ist die Insigne des amtierenden Schützenkönigs der Bruderschaft. Das Stiftungsdatum und die Herkunft der Königskette ist unklar. Es handelt sich hier um ein vergoldetes Silberkreuz (wohl ein altes Kapitelkreuz) an einer Doppelkette. Das Kreuz ist als Reliquiar gearbeitet. Somit stammt das Kreuz vermutlich aus kirchlichem Besitz und ging wohl mit der 1803 beginnenden Säkularisation in weltlichen Besitz über. Der Korpus ist vermutlich älteren Datums und wurde später aufgesetzt. In einem undatierten Übergabeverzeichnis der Schützenschaffner Cordt Than, Heinrich Meschede, Heinrich Künnen und Heinrich Wichartz steht: „Dar zu lifern wir das Sülfen vergulden Kreutze (das silberne vergoldete Kreuz), dem Selbigen zu hangen, so den Vogell abschißet.“ Nach anderen Quellen, wie Wahlordnung, Steuerlisten und Wahlordnung wurde über die Existenz der Genannten von 1678 bis 1682 Nachweis geführt. Somit stammt die Kette aus der Zeit vor 1678.

## Schützenhalle

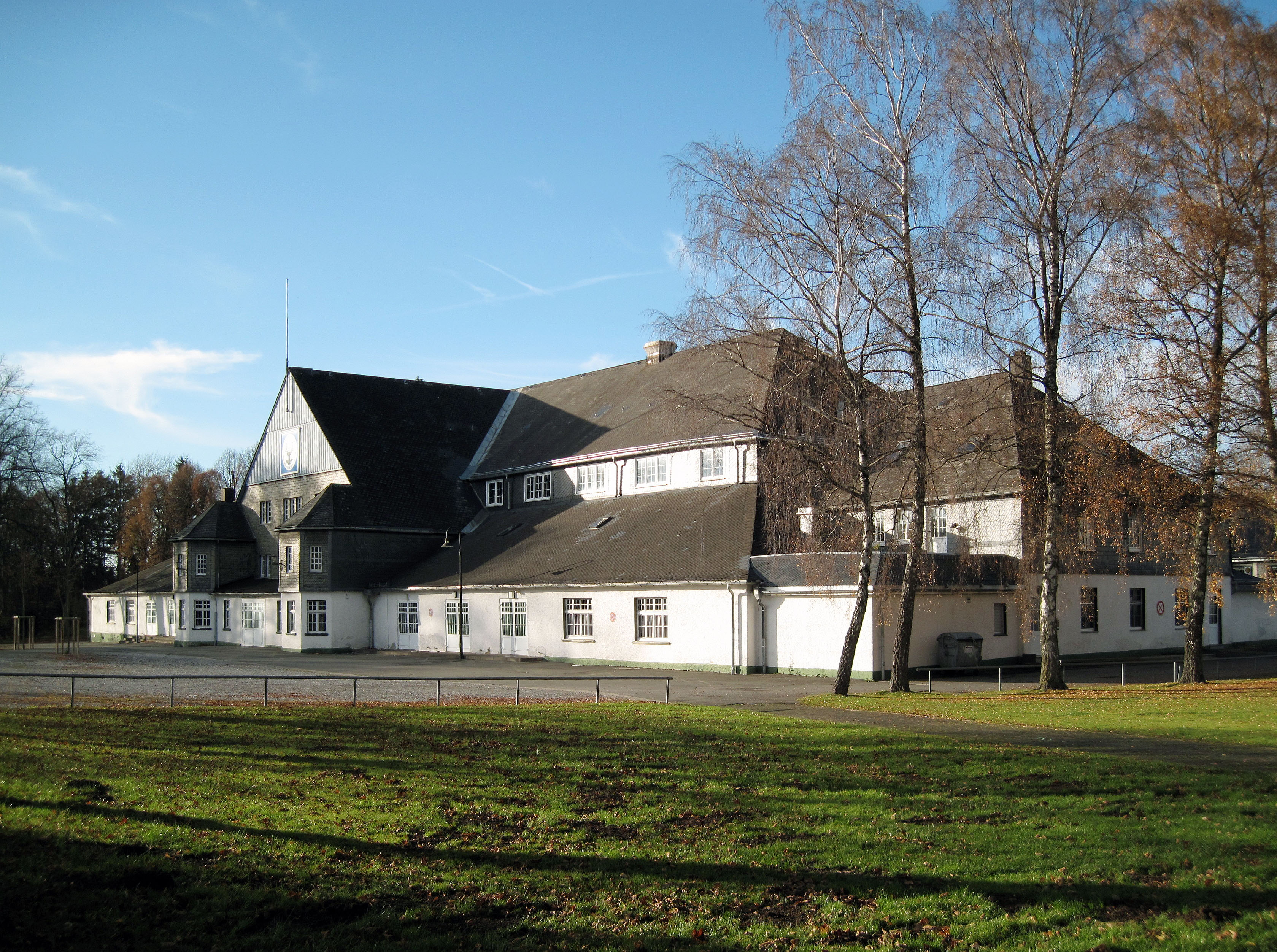
Die Schützenhalle im November 2012

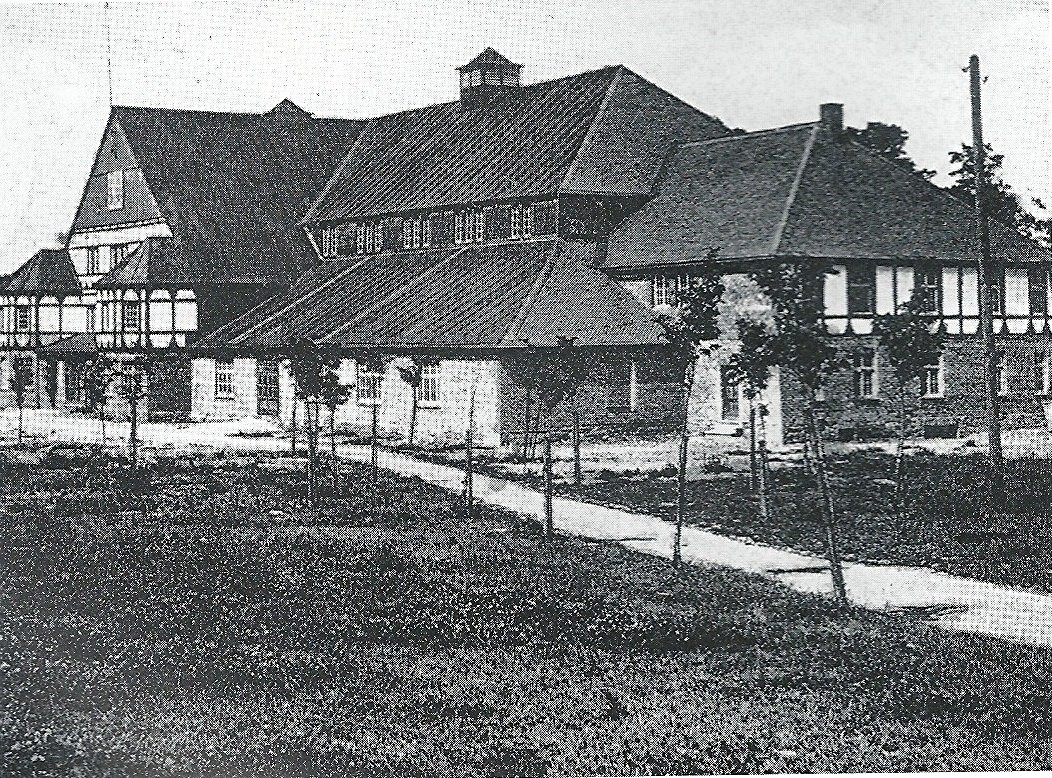
Schützenhalle, Zustand von 1924

Der seit 1831 benutzte Festplatz am Espelkamp wurde 1843 aufgegeben und stattdessen ein Platz am Drübel genutzt. Ab 1858 wurde der Platz, auf dem heute die Schützenhalle steht, benutzt.
Die erste Schützenhalle wurde 1868 errichtet, sie stand westlich von der heutigen Anlage und war ein nach Osten offener Bau, dem der Tanzsaal im rechten Winkel vorgelagert war. Für 1899 ist eine Vergrößerung durch einen Anbau belegt. 
Die neue Halle, mit einer Fläche von 2.500 m², wurde 1924 nach Plänen und unter der Bauleitung von Baugewerksmeister Josef Kraft errichtet. Als Vorbild diente eine Halle in Erwitte. Das Gebäude ist mit Schiefer gedeckt. In den Grundstein wurden eine Urkunde und drei Erinnerungsmedaillen eingemauert. Jede dieser Medaillen trägt auf der Vorderseite ein Relief mit der Abbildung einer abgemagerten Familie und der Umschrift Des deutschen Volkes Leidenszeit. Auf der Rückseite sind die Preise für Lebensmittel angegeben; zum Beispiel am 1. November 1923 kostete ein Pfund Brot 3 Milliarden und ein Pfund Fleisch 36 Milliarden Mark. Darunter befindet sich ein versinkendes Segelschiff. Nach dem Zweiten Weltkrieg diente die Halle als Lager und Kraftwagenhalle für die Amerikaner. Das Gebäude wurde arg in Mitleidenschaft gezogen und drohte einzustürzen. Von 1948 an wurde die Halle umfangreich renoviert und erweitert.